# Lernees
Les Lernees (en grec antic: Λέρναια) eren uns misteris celebrats a Lerna, a l'Argòlida, en honor de Demèter. Es diu que els misteris van ser instituïts per Filàmon. En temps antics, els argius portaven el foc des del temple d'Àrtemis Pirònia (situat al mont Cratis) fins a les Lernees. Aquests misteris es consideraven una reminiscència de l'antiga religió dels pelasgs, però es coneixen molt pocs detalls.